# Casa Culpi

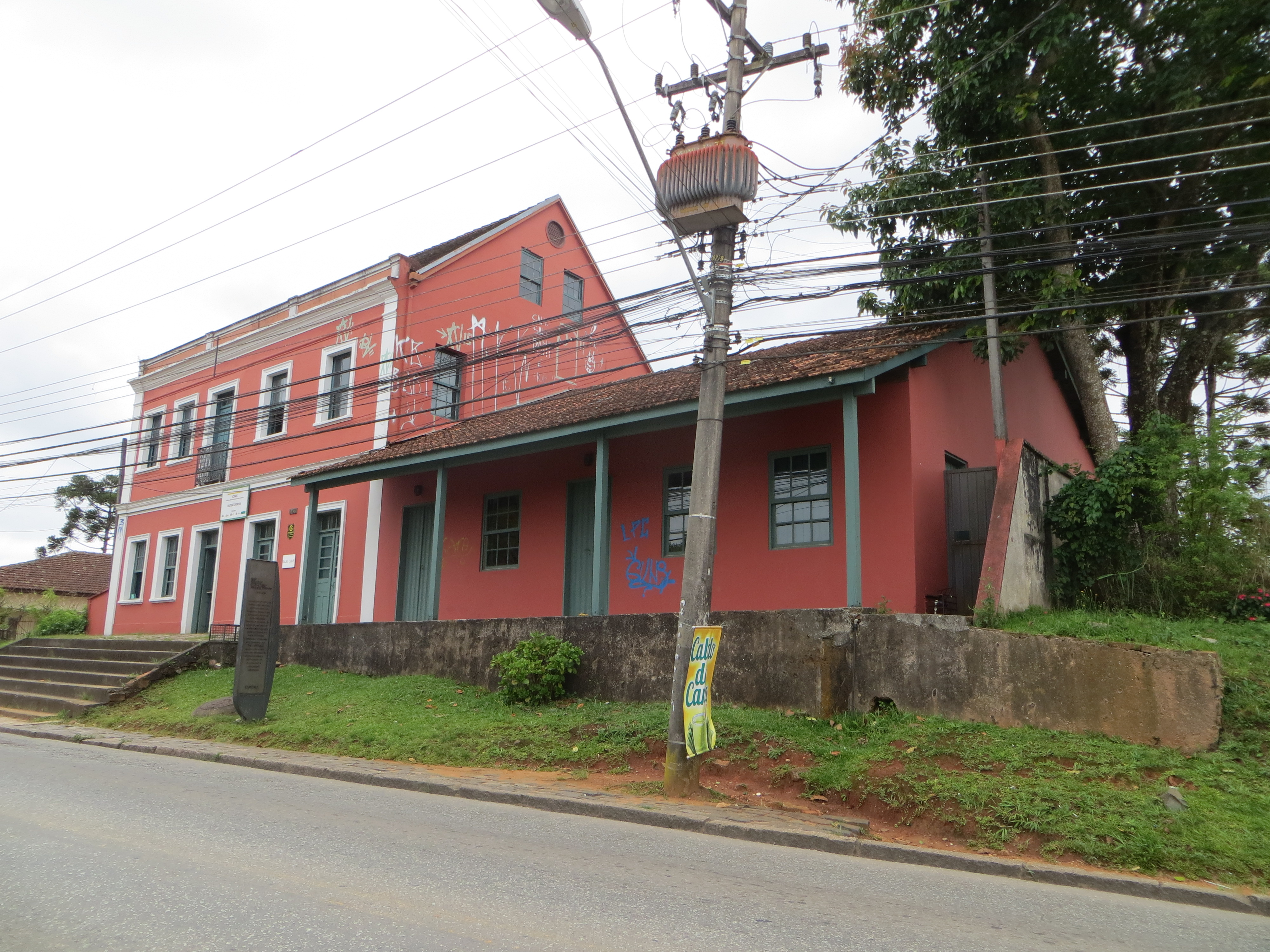
Casa Culpi, no vizinho bairro de Butiatuvinha, ex-Memorial Italiano e atual CRAS homônimo.

A Casa Culpi é uma edificação histórica localizada nas proximidades do tradicional bairro curitibano de Santa Felicidade. Apesar de pertencer ao bairro Butiatuvinha, a Casa Culpi é administrada pela regional Santa Felicidade e seu endereço é a Avenida Manoel Ribas, n° 8.450. O imóvel pertence à prefeitura municipal de Curitiba e desde 2010 é um Centro de Referência de Assistência Social (Cras).

## História
A imigração europeia em terras paranaenses foi extremamente diversificada, principalmente na capital do estado, ao longo da segunda metade do século XIX. Entre estes imigrantes estão os italianos que intensificaram sua imigração a partir da década de 1870, estabelecendo-se e identificando-se, de certo modo, em alguns núcleos de Curitiba, que mais tarde tornaram-se os bairros do Pilarzinho, Umbará, Água Verde e Santa Felicidade.
Neste último, que no século XIX era conhecida como Colônia Santa Felicidade, fixou raízes o Sr. Giovanni Baptista Culpi e que em 1887 construiu a Casa Culpi para ser a residência da família e, ao mesmo tempo, um comércio de secos e molhados e assim aproveitar a clientela, formada principalmente de viajantes, e mais tarde caminhoneiros, que ali passavam rumo ao norte do estado.

### Memorial
Na década de 1980, o imóvel foi adquirido pelo Município de Curitiba e, no dia 1 de abril de 1990, foi inaugurado como Memorial Italiano Casa Culpi, um mini-museu para contar a história da imigração italiana ao Brasil e em Curitiba. A casa tornou-se referência e um ponto turístico entre as diversas atrações do centenário bairro curitibano, pois o edifício, que era dividido em dois espaços, nos seus dois pavimentos de arquitetura simples proveniente das primeiras construções dos imigrantes italianos em solo curitibano, abrigou exposições temporárias e permanentes como o importante acervo de mobiliários, utensílios domésticos e equipamentos agrícolas típicos do século XIX, bem como, fotografias que ilustram o cotidiano do imigrante italiano em suas primeiras décadas na antiga colônia de Santa Felicidade. Além das exposições que ali ocorreram, a Casa Culpi também ofereceu cursos, palestras e eventos que divulgaram a cultura italiana como o curso de língua italiana e o de artes plásticas, ambos oferecidos regularmente.

### Cras
Em 2009, o memorial foi transferido para o centro de Curitiba e agora faz parte do acervo do Centro Cultural Solar do Barão e a Casa Culpi foi transformada, em 2010, num Centro de Referência de Assistência Social, mantendo cursos e serviços públicos para a população local, como cursos de manicure, apresentações de teatro, doações de cestas básicas, proteção social às crianças e aos idosos, entre outros.